# Rob Manfred
Rob Manfred (né le 28 septembre 1958 à Rome, New York) est un avocat américain qui est l'actuel commissaire de la Ligue majeure de baseball. Ancien chef des opérations du baseball majeur, il succède à Bud Selig au poste de commissaire le 25 janvier 2015.

## Biographie
Rob Manfred est détenteur d'un baccalauréat universitaire ès sciences de l'université Cornell et diplômé magna cum laude en droit de l'université Harvard en 1983. Il a été éditeur du Harvard Law Review, assistant de justice du juge fédéral du Massachusetts Joseph L. Tauro, et partenaire du cabinet d'avocats Morgan, Lewis & Bockius (en) à leurs bureaux de Washington. Avec Morgan, Lewis & Bockius, il devient impliqué dans les activités du baseball professionnel en 1987 lorsque la firme s'implique dans les relations de travail entre la MLB et ses joueurs.
Spécialisé dans les relations de travail, Manfred est engagé en 1988 par la Ligue majeure de baseball. Il est pendant 15 ans le vice-président des relations de travail, et mène les négociations qui aboutissent aux renouvellements des conventions collectives signées entre la ligue et l'Association des joueurs en 2002, 2006 et 2011. Il est promu au poste de chef des opérations du baseball majeur le 30 septembre 2013.
Rob Manfred est élu commissaire du baseball le 14 août 2014. Il est le 10e homme à occuper ce poste et succède à Bud Selig lorsque le contrat de ce dernier se termine le 25 janvier 2015.